# Diphyus humphreyi
Diphyus humphreyi là một loài tò vò trong họ Ichneumonidae.